# Rêve et Amour
Albums de Johnny Hallyday
Jeune homme
(1968) Rivière... ouvre ton lit
(1969)
Singles
1. (EP) Entre mes mains - Jeune homme - Au pays des aveugles - Je n'ai pas voulu croire
Sortie : 24 juin 1968
2. (SP) Cours plus vite Charlie - J'ai peur, je t'aime
Sortie : 21 octobre 1968
3. (SP) Je suis l'amour - Fumée
Sortie : 13 janvier 1969

Rêve et Amour est le 11e album studio de Johnny Hallyday, sorti en 1968.
L'album est réalisé par Lee Hallyday, Mick Jones et Tommy Brown.

## Histoire
Initialement ce disque devait être enregistré en anglais par Johnny Hallyday. L'adaptation par Long Chris du titre d'Eddie Cochran Cut Across Shorty, qui en français devient Cours plus vite Charlie, marque le retour de Johnny Hallyday au rock'n'roll des débuts genre qu'il délaisse depuis 1965.

## Autour de l'album
- Référence originale : 33 tours Philips 884895 BY
- seconde édition : 33 tours Philips 6325 190
- Pressage anglais : 33 tours Philips 884895 BY (référence identique au pressage français)

Rééditions (recensement non exhaustif)
- années 1970 : 33 tours Philips Phonogram 6332 237
- édition CD en 2000 en fac-similé : Mercury Universal 546 955 2[3].

## Titres
| 1.  | Entre mes mains                             | Jean Renard                | Gilles Thibaut                        | 2:50 |
| 2.  | Cours plus vite Charlie (Cut Across Shorty) | Long Chris (adaptation)    | Marijohn Wilkin (en), Wayne P. Walker | 2:22 |
| 3.  | Non, ne me dis pas adieu                    | Éric Charden, Hubert Ibach | Éric Charden                          | 3:00 |
| 4.  | En rêve                                     | Ralph Bernet               | Mick Jones, Tommy Brown               | 2:29 |
| 5.  | Attention                                   | Jean-Jacques Debout        | Charles Gaubert                       | 2:35 |
| 6.  | Je pars demain                              | Ralph Bernet               | Tommy Brown, Mick Jones               | 2:45 |
| 7.  | Fumée                                       | Ralph Bernet               | Mick Jones, Tommy Brown               | 3:11 |
| 8.  | Je suis l'amour                             | Long Chris                 | Éric Charden, Bernard Ilous           | 2:22 |
| 9.  | J'ai peur, je t'aime                        | Long Chris                 | Johnny Hallyday, Jean Bernard         | 2:48 |
| 10. | Sans une larme                              | Jean-Jacques Debout        | Raymond Vastano                       | 2:30 |
| 11. | Dans ma vie                                 | Georges Aber               | Jean Renard                           | 3:15 |
| 12. | Quand on sifflait                           | Ralph Bernet               | Mick Jones, Tommy Brown               | 2:53 |

## Musiciens
- Mick Jones : guitares
- Tommy Brown : batterie
- Gérard Fournier (Papillon) : basse
- Raymond Donnez : claviers

## Classements hebdomadaires
| Classement (2000) | Meilleure position |
| ----------------- | ------------------ |
| France (SNEP)     | 41                 |